# Finbladet bjørnerod
Finbladet bjørnerod (Meum athamanticum) er en staude med en lav, busket vækst. Hele planten lugter af terpentin, når man knuser den.

## Beskrivelse
Stænglerne er hule, hårløse, og stribede. Bladene er flere gange snitdelte med trådagtige småblade. Blomstringen sker i juni, og den består af små tætte skærme med hvide eller lysviolette blomster. Frugterne er ægformede og let fladtrykte. De spirer let under egnede forhold.
Rodnettet består af en lodret, trævlet rodstængel og en kraftig, pastinakagtig pælerod med tynde siderødder. 
Højde x bredde og årlig tilvækst: 0,25 x 0,25 m (25 x 25 cm/år).

## Hjemsted
Planten har hjemme i lyse skove, skovkanter og lysninger på de mellemeuropæiske bjerge. 
I Karpaterne findes den sammen med bl.a. blæresmælde, dagpragtstjerne, engrapgræs, gul potentil, hvidkløver, lancetbladet vejbred, lodden løvefod, markfrytle, rødkløver, rød svingel og skovstorkenæb.

## Anvendelse
Finbladet bjørnerod benyttes som smagssætter i den bayerske snaps Bärwurz.